# ティモシー・ジョンソン (格闘家)
ティモシー・ジョンソン（Timothy Johnson、1985年3月13日 - ）は、アメリカ合衆国の男性総合格闘家。ミネソタ州ランバートン出身。アカデミー・オブ・コンバットアーツ/エクストリーム・クートゥア所属。ティム・ジョンソンとも表記される。

## 来歴
幼い頃からレスリングを経験し、ミネソタ州立大学ムーアヘッド校時代にはNCAAディビジョン2でオールアメリカンに2度選出された。

### 総合格闘技
2010年、プロ総合格闘技デビュー。ローカル団体で9戦8勝の戦績を残す。

### UFC
2015年4月4日、UFC初参戦となったUFC Fight Night: Mendes vs. Lamasでシャミル・アブドゥラヒモフと対戦し、パウンドで1RTKO勝ち。パフォーマンス・オブ・ザ・ナイトを受賞した。
2016年11月19日、UFC Fight Night: Mousasi vs. Hall 2でアレキサンダー・ヴォルコフと対戦し、1-2の判定負け。しかし、海外MMAメディアサイトの採点では12人中12人がジョンソンの勝利を支持した。
2018年2月3日、UFC Fight Night: Machida vs. Andersでマルセロ・ゴルムと対戦し、3-0の判定勝ち。この試合を最後にUFCから離脱した。

### Bellator
2017年7月14日、Bellator初参戦となったBellator 208でシーク・コンゴと対戦し、カウンターの右ストレートでダウンを奪われパウンドで1RKO負け。
2020年8月7日、Bellator 243でマット・ミトリオンと対戦し、パウンドで1RTKO勝ち。
2020年10月11日、Bellator 248でシーク・コンゴと再戦し、2-1の判定勝ち。リベンジに成功した。
2021年6月25日、Bellator 261のBellator世界ヘビー級暫定王座決定戦でヘビー級ランキング3位のワレンティン・モルダフスキーと対戦し、0-3の5R判定負け。王座獲得に失敗した。
2022年4月15日、Bellator 277でヘビー級ランキング4位のリントン・ヴァッセルと対戦し、パウンドで1RTKO負け。

## 戦績
| 総合格闘技 戦績 | 総合格闘技 戦績 | 総合格闘技 戦績 | 総合格闘技 戦績 | 総合格闘技 戦績 | 総合格闘技 戦績 | 総合格闘技 戦績 |
| --------------- | --------------- | --------------- | --------------- | --------------- | --------------- | --------------- |
| 25 試合         | (T)KO           | 一本            | 判定            | その他          | 引き分け        | 無効試合        |
| 15 勝           | 7               | 4               | 4               | 0               | 0               | 0               |
| 10 敗           | 5               | 2               | 3               | 0               | 0               | 0               |

| 勝敗 | 対戦相手                     | 試合結果                            | 大会名                                                    | 開催年月日     |
| ×    | ワジム・ネムコフ             | 1R 3:08 リアネイキドチョーク        | PFL Champions Series 1: Nurmagomedov vs. Hughes           | 2025年1月25日  |
| ×    | リントン・ヴァッセル         | 1R 4:21 TKO（パウンド）             | Bellator 277: McKee vs. Pitbull 2                         | 2022年4月15日  |
| ×    | エメリヤーエンコ・ヒョードル | 1R 1:46 KO（右フック）              | Bellator 269: Fedor vs. Johnson                           | 2021年10月23日 |
| ×    | ワレンティン・モルダフスキー | 5分5R終了 判定0-3                   | Bellator 261 【Bellator世界ヘビー級暫定王座決定戦】       | 2021年6月25日  |
| ○    | シーク・コンゴ               | 5分3R終了 判定2-1                   | Bellator 248                                              | 2020年10月11日 |
| ○    | マット・ミトリオン           | 1R 3:14 TKO（パウンド）             | Bellator 243                                              | 2020年8月7日   |
| ○    | タイレル・フォーチュン       | 1R 2:35 KO（右フック）              | Bellator 239                                              | 2020年2月21日  |
| ×    | ヴィタリー・ミナコフ         | 1R 1:45 KO（右ストレート→パウンド） | Bellator 225                                              | 2019年8月24日  |
| ×    | シーク・コンゴ               | 1R 1:08 KO（右ストレート→パウンド） | Bellator 208                                              | 2018年10月13日 |
| ○    | マルセロ・ゴルム             | 5分3R終了 判定3-0                   | UFC Fight Night: Machida vs. Anders                       | 2018年2月3日   |
| ×    | ジュニオール・アルビニ       | 1R 2:51 TKO（右フック→パウンド）    | UFC on FOX 25: Weidman vs. Gastelum                       | 2017年7月14日  |
| ○    | ダニエル・オミランチェク     | 5分3R終了 判定3-0                   | UFC Fight Night: Manuwa vs. Anderson                      | 2017年3月18日  |
| ×    | アレキサンダー・ヴォルコフ   | 5分3R終了 判定1-2                   | UFC Fight Night: Mousasi vs. Hall 2                       | 2016年11月19日 |
| ○    | マルチン・ティブラ           | 5分3R終了 判定3-0                   | UFC Fight Night: Rothwell vs. dos Santos                  | 2016年4月10日  |
| ×    | ジャレッド・ロショルト       | 5分3R終了 判定0-3                   | UFC Fight Night: Teixeira vs. St. Preux                   | 2015年8月8日   |
| ○    | シャミル・アブドゥラヒモフ   | 1R 4:57 TKO（パウンド）             | UFC Fight Night: Mendes vs. Lamas                         | 2015年4月4日   |
| ○    | トラビス・ビュー             | 1R 3:36 TKO（右フック→パウンド】    | Dakota FC 19 【DakotaFCヘビー級タイトルマッチ】           | 2014年10月25日 |
| ○    | ケビン・アスプルンド         | 1R 2:41 フロントチョーク            | Beatdown at 4 Bears 11 【DakotaFCヘビー級タイトルマッチ】 | 2014年6月7日   |
| ○    | ブレット・マーフィー         | 2R 1:17 TKO（スラム→パウンド）      | Dakota FC 18 【DakotaFCヘビー級タイトルマッチ】           | 2014年4月26日  |
| ○    | ブライアン・ヘデン           | 2R 2:56 TKO（パンチ連打）           | Dakota FC 17 【DakotaFCヘビー級タイトルマッチ】           | 2014年1月11日  |
| ○    | スコット・ハフ               | 1R 4:56 肩固め                      | Max Fights 18                                             | 2013年10月26日 |
| ○    | ディーン・ラム               | 1R 0:34 ギブアップ（パウンド）      | Max Fights 18                                             | 2013年3月23日  |
| ○    | スコット・ハフ               | 1R 0:49 アメリカーナ・アームロック  | Max Fights 18                                             | 2012年11月17日 |
| ×    | ランス・ピーターソン         | 2R 2:52 キムラロック                | Max Fights 13                                             | 2011年3月19日  |
| ○    | トラビス・ワイリー           | 1R 2:23 リアネイキドチョーク        | Max Fights 11                                             | 2010年10月30日 |

## 獲得タイトル
- Dakota FCヘビー級王座（2014年）

## 表彰
- UFCパフォーマンス・オブ・ザ・ナイト（1回）